# Quartinia kohli
Quartinia kohli är en stekelart som beskrevs av Dusmet 1917. Quartinia kohli ingår i släktet Quartinia och familjen Masaridae. Inga underarter finns listade i Catalogue of Life.